# Valverde del Camino (kommunhuvudort)
Valverde del Camino är en kommunhuvudort i Spanien.   Den ligger i provinsen Provincia de Huelva och regionen Andalusien, i den sydvästra delen av landet, 400 km sydväst om huvudstaden Madrid. Valverde del Camino ligger 286 meter över havet och antalet invånare är 12 780.
Terrängen runt Valverde del Camino är platt åt sydost, men åt nordväst är den kuperad. Runt Valverde del Camino är det ganska tätbefolkat, med 56 invånare per kvadratkilometer. Valverde del Camino är det största samhället i trakten. Omgivningarna runt Valverde del Camino är huvudsakligen savann.